# Espace urbain de Morlaix
L'espace urbain de Morlaix est un espace urbain français centré autour de la ville de Morlaix, dans le département du  Finistère. Par la population, c'est le 62° (numéro INSEE : 3L) des 96 espaces urbains français. En 1999, sa population était de 35 996 habitants sur une superficie de 283,21 km².

## Caractéristiques
D'après la délimitation établie par l'INSEE en 1999, cet espace urbain est identique à l'aire urbaine de Morlaix : 10 communes dont 4 communes urbaines et 6 communes rurales monopolarisées. 
C'est un espace urbain unipolaire, qui ne peut donc pas comporter de communes multipolarisées.